# Lac de Retournemer
Lac de Retournemer je jezero u Xonruptu, Vosges, Francuska. Na nadmorskoj visini od 776 m, njegova površina je 0,05 km².

## Vanjske poveznice
|  | Zajednički poslužitelj ima još gradiva o temi Lac de Retournemer |